# Atakan Akkaynak
Atakan Akkaynak (* 5. Januar 1999 in Troisdorf) ist ein deutsch-türkischer Fußballspieler, der seit der Saison 2021/22 bei Çorum FK spielt.

## Karriere
Atakan Akkaynak wurde im Alter von sechs Jahren vom TuS 07 in der Troisdorfer Ortschaft Oberlar gesichtet und spielte ein halbes Jahr in dessen Jugend. 2006 wechselte er in die von Bayer 04 Leverkusen und durchlief danach bis 2018 alle Jugendmannschaften des Vereins.
Am 29. Juni 2018 verkündete der niederländische Erstligist Willem II Tilburg die Verpflichtung von Akkaynak zur Saison 2018/19 bis Mitte 2021. Sein Debüt im Profifußball gab er am 17. August 2018 – 2. Spieltag – beim 1:0-Auswärtssieg über den FC Groningen in der Startformation und wurde nach 79 Minuten gegen Dries Saddiki ausgewechselt.
Für die Saison 2019/20 wurde er an den türkischen Erstligisten Çaykur Rizespor ausgeliehen. Der Verein beendete die Saison auf dem 15. Tabellenplatz, Akkaynak kam viermal zum Einsatz. Nach dem Ende der Saison verpflichtete Çaykur Rizespor ihn fest. Trotz seiner Festverpflichtung verlieh ihn der Verein nach Deutschland zum Drittligisten Türkgücü München. Im Juli 2021 wurde sein Vertrag mit Rizespor vorzeitig aufgelöst, Akkaynak schloss sich anschließend dem Drittligisten Çorum FK an, mit dem er am Saisonende 2022/23 in die TFF 1. Lig, die zweithöchste Spielklasse, aufstieg.